# Thomas Mogensen
Thomas Mogensen (Odder, 30 de enero de 1983) es un jugador de balonmano danés que juega de central en el SønderjyskE Håndbold y en la selección de balonmano de Dinamarca.
Con la selección ha ganado la medalla de oro en el Campeonato Europeo de Balonmano Masculino de 2012, y la medalla de plata en el Campeonato Mundial de Balonmano Masculino de 2011 y en el Campeonato Europeo de Balonmano Masculino de 2014.

## Palmarés

### GOG
- Liga danesa de balonmano (1): 2004
- Copa de Dinamarca de balonmano (1): 2005

### Flensburg
- Recopa de Europa de Balonmano (1): 2012
- Liga de Campeones de la EHF (1): 2014
- Copa de Alemania de balonmano (1): 2015
- Liga de Alemania de balonmano (1): 2018

## Clubes
- Odder IGF (2000-2002)
- Viborg HK (2002-2003)
- GOG (2003-2007)
- SG Flensburg-Handewitt (2007-2018)
- Skjern HB (2018-2020)
- SønderjyskE Håndbold (2020- )